# はにかみトライアングル
『はにかみトライアングル』とは五十嵐雄策による日本のライトノベルである。イラストはみずきが担当。電撃文庫（メディアワークス→アスキー・メディアワークス）より2005年4月から2008年10月まで全7巻が刊行された。

## 概要
『乃木坂春香の秘密』でデビューした五十嵐雄策の新シリーズ。作風は『乃木坂春香の秘密』と同様ラブコメであるが、主人公（男）に対するヒロイン（女）の割合が多いハーレムアニメの要素を含んでいる点が前作との相違点だと言える。
なお、同じ作者の作品『乃木坂春香の秘密』にも同名のアニメ（劇中劇）が登場するが、本作とは無関係である。

## あらすじ
父親の海外転勤を期に一人暮らしをはじめた水上弘司は、このところ何かと不運な高校生。「困っているものを助けることが幸運へのカギになる」という幼馴染の占いを信じ、いじめられていた仔猫、募金のお姉さん、汚れた桜を助けるが逆に散々な目に。ところがその夜、彼はネコマタ美少女、鶴女の美女、神様美幼女からそれぞれ求愛されることに。それが弘司を巡る『トリプル赤面ラブコメディ』の始まりだった。

## 主な登場人物
水上 弘司（みなかみ ひろし）
私立旭ヶ丘学園高等部に通う高校2年生。父親の転勤を期に夕凪荘の203号室に一人暮らしを始める。性格は温和で優柔不断。家は代々『統神者（まとめ）』の家系。彼はその中でもかなり霊力が高い方らしく、気付かないうちに猫又・鶴女・桜姫を使役している（朝陽によると「本来ならば、その中の一人を使役するだけでも大変」だという）。ケンカは弱いが、奈々から数々の攻撃（サブミッションやプロレス技）を受けているので耐久力は強い。
家族は父親の他に姉の静流と妹の絢。現在は全員オーストリア在住。母親は既に亡くなっている。
鈴鳴 美亜（すずなり みあ）
高等妖怪「ネコマタ」の少女。本性は純白のネコ。河原で小学生にいじめられていたところを弘司に助けられた。そのとき自分の肌を見られたため、ネコマタ一族の掟に従って弘司の嫁になるため人間に化けて弘司の住むアパートに押しかけた。部屋は弘司の隣の202号室。弘司のことを「ヒロ」と呼ぶ。性格は活発で陽気。弘司との契約の第一段階を3人の中で一番早くクリアするなど行動的。当初シッポは1本だったが、その結果2本となる。
なお、美亜たち3人の名字（鈴鳴・鳳凰堂・神代）は、彼女たちが弘司と一緒に学校へ通う際に使用しているもの。ただし、少なくとも美亜は本名のようである。鈴鳴本家はネコマタ一族の最上位支配階級で妖怪社会においても高い地位を誇り、「皇妖三家」の一つに数えられているという。5巻では美亜の父親が夕凪荘に様子を見に現れるが、ほとんどヤクザの親分のノリである。美亜は父親の前ではネコを被り、お嬢様を演じている。実は姉がいるが、家の厳格さを嫌って10年前に家出したらしい。
鳳凰堂 千鶴（ほうおうどう ちづる）
上級霊鳥「鶴女（つるめ）」の女性。商店街で募金をしていたところ、初めて多額の募金をしてくれた弘司（自身は1000円を入れるつもりだったが、間違えて1万円を入れてしまった）に恩を返すため一生仕えるつもりでアパートに押しかけ、204号室に入居する。性格はおっとりで天然ボケ。ほぼ必ず語尾が伸びる。時々毒舌。家事は万能で、特に料理はプロ級である。普段は行動を起こさないが、美亜とさくらが言い争っているときはさり気なく漁夫の利を得る事が多い。胸の谷間に携帯式の長槍“千羽鶴”を隠し持っている。8人姉妹の長女で人間の父親と鶴女の母のハーフであるが、父親の会社が失敗して母親と逃げたため、現在両親は行方不明である。その為、彼女の祖母は人間の事を良く思っていない。実家は北海道の知床半島にある隠れ里。
神代 さくら（かみしろ -）/天御中桜姫（あめのみなかさくらひめ）
上位神霊にして弘司の住む夕凪市の土地神「桜姫」。汚されていた御神木の桜の木を掃除した弘司を気に入り婿にするためにアパートに押しかけ、弘司の部屋の向かいの208号室に入居する。年齢は「そこいらの骨董品ほど（千鶴談）」であるが、外見は小学生ほどの幼児体形。性格は真面目で冷静。長年『社（やしろ）』のなかで育ってきたが、数年前、瑞葉が木霊の当主になったときに自由を得た。普段は美亜と言い争っているが、いざそっちの話になると黙り込んだりと初々しい一面も見せる。美的センスはかなり常人と異なっている。また、修学旅行で飛行機に乗った際には美亜からツッコまれるほど不審な挙動を見せた。
「しゃなのあにめ」のファン（夕凪市では地上波で昼間に放送しているらしい）。
白瀬 奈々（しらせ なな）
弘司の幼馴染でクラスメイト。陸上部所属。弘司に占いの結果を授け弘司と美亜たち3人が出会うきっかけを間接的に作ったのは彼女。弘司のことを昔から何かと気にかけており、1巻ラストで夕凪荘の207号室（弘司の部屋の斜め向かい）に引っ越してくる。さっぱりとした気性の美少女で男女問わず校内のファンは多いが、本人は全く気づいていない。彼女もまた弘司に好意を寄せるが、どうしても素直になりきれず他の3人に押され気味。やや貧乳気味なのを密かに気にしている。なお、家事の才能は壊滅的だが常人離れしたパワーを誇る（その被害者は主に弘司）。
実家でシャルロットという犬（マルチーズ）を飼っている。姉あり（弘司の初恋の相手）。母親は子供にヒラヒラでフリフリのドレスを着せたがる嗜好があり、かつては弘司も犠牲になった。

## その他サブキャラクター
佐藤 友香（さとう ゆか）
弘司のクラスメイト。陸上部所属。奈々の親友で奈々が弘司に惚れていることを知っており、よく彼女に肩入れする。物事に動じない。最近は当然のように弘司を囲む面々に混ざっているが、彼に対して恋愛感情は特に無い模様。
「ちょっとした護身術」（関節技）を身に着けており、チンピラ数人を瞬時に倒せる。
なお、3～6巻の冒頭の人物紹介では「佐藤由香」となっているが第2巻の人物紹介や本文には「友香」と書かれている。
穂村 朝陽（ほむら あさひ）
夕凪荘の管理人で201号室に住む。年齢不詳（自称・十代の美少女）。常にマイペース。天然なのか確信犯なのか、下ネタ系のボケでは千鶴とタメを張るほどである。肉体労働は苦手で、少し走るとすぐ息が切れる。
実は秘密があり、時々弘司たちに隠れて謎の行動を取る。その際には巫女服を着用し、ブサイクな安っぽいタヌキのお面を装着する。学園に侵入した鬼によれば「丸焼きウェルダン」の異名で有名らしい。なお、さくらは彼女の正体の一端を知っており、「焔（ほむら）の姓を冠している」のだから悪霊退治など容易いだろうと発言している。
『妃』に対処すべく出動した際に弘司たちにも只者でないことは知られてしまったが、彼の父親とのつながりはまだ明らかにはなっていない。
児玉 瑞葉（こだま みずは）
御神木の管理人でさくらの後見人。「礎たる神霊を管理して結界と境界を維持する木霊（こだま）の家」の当主。清楚で落ち着いた美人だが、酒が入ると手が着けられない。地元の政治家（県会議員）にもコネがあるらしい。
当主になるに当たって、先代を脅してさくらを自由にさせた。その際には「焔（ほむら）の家」の助けもあったという。
『妃』の出現を感知して駆けつけ朝陽らと共闘するが、朝陽とはあまり仲が良くない様子。
『木ノ葉』（このは）
桜の葉から作られた式神。3人おり、外見はさくらと同様の幼女。個人名は特に無い模様。「人形にしては、やたらとやかましい」（さくら談）。さくらの結界内の管理や雑用をしている。
黒崎 沙耶香（くろさき さやか）
弘司達のクラスメイト。陸上部所属。奈々を一方的にライバル視し、事あるごとに挑戦するが勝ったためしがない。女王様な性格で、常時取り巻き2人（陸上部所属ではない）を引き連れている。奈々への対抗意識から弘司に近づくが、最近では純粋に弘司が気になってきている。
水上 絢（みなかみ あや）
弘司の妹。やや思い込みが激しい傾向がある。
人でないものと根本から相反する『対存在』あるいは『滅神者（ほろび）』と呼ばれる存在であらゆる人外の力を無効化し、妖怪や神霊に中毒症状を起こさせる。ただし、自身で術や道具を使ったり結界を張ったりすることは出来ず、また術や霊障によって引き起こされた物理的脅威に対してはほとんど無力である。
その力の為に疎んじられていたらしく、ただ1人普通に接してくれた弘司を慕っている。弘司の様子を見る為に一時帰国し、美亜たち3人と会った。
水上 静流（みなかみ しずる）
弘司の姉。オーストリア在住。家内では「中世ヨーロッパの教皇並みに」発言力が強い。
弘司の父親
下の名前は不明。48歳。能力は優秀らしいが（特に娘に対しては）親馬鹿である。息子同様男女の機微には疎く、静流いわく「トリケラトプスのように鈍い」。オーストリア在住。
雛子（ひなこ）
旭ヶ丘学園高等部の屋上の地縛霊。10年ほど前に誤って転落して死亡した（しかし事故を理由に屋上への出入りが制限されている様子は全くない）。第2話に登場。第18話で再登場し、弘司たちに学園七不思議の調査を依頼する。初登場時は血まみれの姿で奈々の目には見えていなかったが、再登場時は弘司の能力の影響で同行する奈々や沙耶香にも見えるようになっていた。その際に2人が特に騒ぎ立てなかった事からして（事情を知らない沙耶香はCGと言われて素直に納得していた）普通の格好をしていたようである。昼間でも不都合なく現れることができるが屋上からはあまり離れられず、下の階に現れる時は逆さまになってしまう。夜は行動範囲が広がるが、それでも2階が精一杯らしい（しかし学園裏手の墓地には問題無く出没できるらしく、お供え物をくすねて来ていた）。
南 風祭（みなみ かざまつり）
女性。弘司たち以外で唯一の夕凪荘の住人で、212号室に住む。無責任な管理人に留守番を任されたりもする。実は霊能者であり関係者。『妃』出現の際には朝陽らとともに駆けつけた。冷静な喋り方が特徴。
『妃』（きさき）
数百年に一度現れる「魔」の救世主にして、世界に混沌をもたらすモノ。『統神者』の影響を受けない唯一の人外でもあるという。真っ白な少女の姿で弘司の前に現れる。その正体は奈々の飼い犬・シャルロット。
過去の体験によるものか、「しろいねこ」が嫌い。数年前に出現（「現界」）していたが、何者かによって封印されていたらしい。その影響で力の大半と記憶を失っている。

## 既刊一覧
- 五十嵐雄策（著）・みずき（イラスト）、メディアワークス→アスキー・メディアワークス〈電撃文庫〉、全7巻
  - 『はにかみトライアングル』、2005年4月10日発売[1]、ISBN 4-8402-3023-4
  - 『はにかみトライアングル（2）』、2005年10月11日発売[2]、ISBN 4-8402-3178-8
  - 『はにかみトライアングル（3）』、2006年4月10日発売[3]、ISBN 4-8402-3387-X
  - 『はにかみトライアングル（4）』、2006年10月10日発売[4]、ISBN 4-8402-3583-X
  - 『はにかみトライアングル（5）』、2007年4月10日発売[5]、ISBN 978-4-8402-3804-5
  - 『はにかみトライアングル（6）』、2007年10月10日発売[6]、ISBN 978-4-8402-4029-1
  - 『はにかみトライアングル（7）』、2008年10月10日発売[7]、ISBN 978-4-04-867271-9